# Daniel Bohl
Daniel Bohl (* 9. Juni 1994 in Homburg) ist ein deutscher Fußballspieler. Der zentrale Mittelfeldspieler steht seit 2024 beim TSV Schott Mainz unter Vertrag.

## Karriere
Nach seinen Jugendstationen bei der SpVgg Einöd-Ingweiler und dem 1. FC Saarbrücken wechselte er im Jahr 2010 in die Jugend des 1. FSV Mainz 05. Sein Debüt in der zweiten Mannschaft des Vereins gab er im Juli 2013. Bei den Aufstiegsspielen für die 3. Liga 2013/14 gegen die TSG Neustrelitz spielte er in beiden Spielen über 90 Minuten. Beim Hinspiel in Neustrelitz erzielte er in der 67. Minute den 2:0-Endstand für die zweite Mannschaft des FSV. Durch den 3:1-Sieg im Rückspiel stieg er mit seiner Mannschaft in die 3. Liga auf. Bis zum Sommer 2017 absolvierte er 119 Pflichtspiele für die Mainzer Reserve.
Zur Saison 2017/18 wechselte Bohl zum Halleschen FC in die 3. Liga. Ohne Einsatz in der Hinrunde der Drittligasaison 2018/19 löste der Mittelfeldspieler seinen Vertrag mit Halle im Januar 2019 auf und wechselte zum Aufsteiger Energie Cottbus, den er im Sommer nach dem Wiederabstieg in die Regionalliga Nordost wieder verließ.
Am 9. August 2019 wechselte Bohl nach kurzer Zeit der Vereinslosigkeit zum seinerseits in die 3. Liga aufgestiegenen Chemnitzer FC, der bereits seinen ehemaligen Cottbuser Mannschaftskollegen Marcelo Freitas verpflichtet hatte. Nachdem sein Vertrag zum Ende der Saison 2019/20 ausgelaufen war, wurde dieser nicht verlängert. 
Im Dezember 2020 verpflichtete der damals in der Regionalliga Südwest spielende FK Pirmasens den vereinslosen Bohl. Er machte sein erstes Spiel am 15. Dezember 2020 gegen Astoria Walldorf. Gegen Hessen Kassel erzielte er beim 3:2-Sieg am 27. Februar 2021 sein erstes Tor für seinen neuen Verein. In der Saison 2021/22 musste der FK Pirmasens als Tabellenvorletzter den Abstieg hinnehmen. Bohl hielt dem Verein die Treue und trat in den beiden folgenden Spielzeiten in der Oberliga Rheinland-Pfalz/Saar an. Nach dreieinhalb Jahren in Pirmasens schloss sich Bohl im Sommer 2024 dem Ligakonkurrenten TSV Schott Mainz an.

## Erfolge
- Aufstieg in die 3. Liga: 2014 (1. FSV Mainz 05 II)